# Durst Group

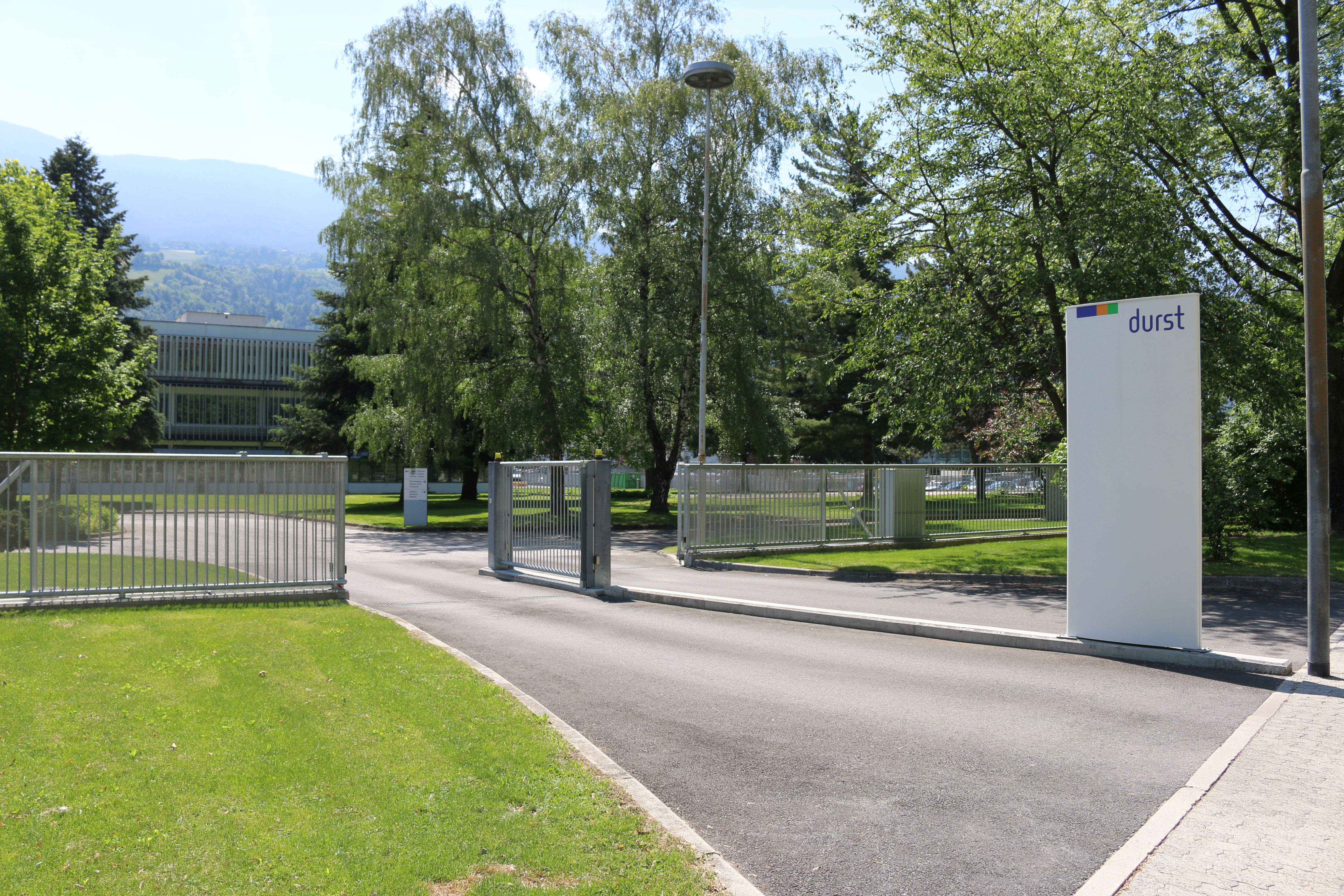
Zufahrt zur Durst AG in Brixen

Die Durst Group AG ist ein Technologieunternehmen, das auf Kopier- und Drucktechnik spezialisiert ist. Das Unternehmen mit Stammsitz in Brixen (Südtirol, Italien) ist weltweit vertreten mit Niederlassungen in Großbritannien, Frankreich, Deutschland, Österreich, Mexiko, Singapur und den USA. Die Durst Phototechnik AG ist eine Tochtergesellschaft der Technicon AG (Die Holding der Familie Oberrauch Harald und Christoph), die mit einem Umsatz von 150,8 Mio. Euro zu den großen Unternehmen der Region zählt.

## Geschichte
1929 von den Brüdern Julius und Gilbert Durst gegründet, hat das Unternehmen zuerst Fotogeräte repariert. Ab 1930 produzierte es Vergrößerungsgeräte und Kopiermaschinen. 1933 wurde aus der Durst eine Aktiengesellschaft unter Beteiligung der Bozner Kaufmannsfamilie Oberrauch. Die Maschinen der 1930er-Jahre dienten hauptsächlich der Produktion von Ansichtskarten. Ab den 1940er-Jahren zählte Durst zu den Pionieren der Fototechnik (Vergrößerungsgeräte und Fotokameras).
1976 wurde Durst UK Ltd. in Epsom (Großbritannien) gegründet. Ab 1981 setzte die Durst AG vermehrt auf digitale Fototechnik und seit 1994 auf den digitalen Markt für Fototechnik im professionellen Bereich. Die Firma entwickelte den ersten Laserbelichter Lambda zur Belichtung von Photopapier auf digitaler Basis und hat durch ihr weitgespanntes Vertriebsnetz die Marktführung in diesem Bereich erreicht. Mehr als 1000 Geräte sind derzeit im Einsatz – von der Belichtung von Großformatwerbung, Bodenvermessung über Satellitendaten bis in die Medizintechnik. Der Mehrheitseigentümer der Durst AG Christof Oberrauch war von 2007 bis 2010 zudem Präsident des Unternehmerverbandes Südtirol.
1999 wurde in Lienz (Osttirol) ein Zweitwerk errichtet, 2005 dessen Produktionsfläche verdoppelt (rund 5000 m²) und eine Technische Akademie zur Schulung auf Inkjet-Druckern errichtet. Durst Digital Technology – so die Firmenbezeichnung des Lienzer Werkes – konzentrierte sich auf die Produktion von Flachbettdruckern der Marke RHO. 2004 wurde von Durst der „Weißdruck“ auf UV-Tintenbasis eingeführt, 2005 ein eigenes Düsenkopfarray „Quadro“ entwickelt. 2005 eröffnete die Durst AG eine Filiale in Mexiko.
Am 31. Mai 2006 wurde in Singapur mit der Durst Image Technology (Asia) PTY die siebte Tochter der Durst AG gegründet. Laut Durst AG ist damit das 24-Stunden-Service-Netz voll einsatzfähig. Außerdem sei der südostasiatische Markt sowohl im Einkauf als auch im Verkauf zuletzt stark gewachsen.

## Produkte
Die Durst AG produziert Industriedrucker auf Inkjet-Basis zum Dekor-Druck von keramischen Fliesen – Gamma – (mittels keramischer Tinte, die bei 1150 °C eingebrannt werden) und – RHO SP – zum Dekordruck von MDF-Platten mit und ohne Furnieroberfläche mittels spezieller UV-härtender Tinte, sowie optische Geräte auf Laser- und LED-Basis für die professionelle Bildwiedergabe auf Photopapier. Die Geräte werden in über 100 Ländern vertrieben. Im Brixner und Lienzer Werk werden Großformatinkjetdrucker der Marke RHO mit UV-Tinte bzw. wasserbasierter Tinte hergestellt.